# Андижанский машиностроительный институт
Андижанский машиностроительный институт — одно из высших учебных заведений, расположенных в Андижанской области. Институт создан для подготовки специалистов по автомобильной и тракторной технике, автоматизированным технологиям, технологиям связи и электротехники и других инженерных профессий. Институт был основан в 1976 году как Андижанский филиал Ташкентского института народного хозяйства (ныне Ташкентский государственный экономический университет). В 2011 году он был преобразован в Андижанский машиностроительный институт. В настоящее время в институте обучается около десяти тысяч студентов.

## История института
Вуз был основан в 1976 году как Андижанский филиал Ташкентского института народного хозяйства (ныне Ташкентский государственный экономический университет). В 1986 году учреждение было преобразовано в Андижанский институт менеджмента и экономики. С 1992 по 1995 год функционировал как Андижанский институт экономики и управления, а с 5 июня 1995 года по 2011 год — как Андижанский инженерно-экономический институт. На основании постановления Президента Республики Узбекистан от 20 мая 2011 года No ПП-1533 «О мерах по укреплению материально-технической базы высших образовательных учреждений и кардинальному улучшению качества подготовки высококвалифицированных специалистов» и постановления Кабинета Министров Республики Узбекистан от 25 июля 2011 года No 214 «О преобразовании Андижанского инженерно-экономического института в Андижанский машиностроительный институт» был создан Андижанский машиностроительный институт. К 2023 году в институте было подготовлено более 30 тысяч специалистов.

## Факультеты института
В настоящее время в институте функционируют следующие 6 факультетов:
— Факультет автомобилестроения.
— Электротехнический факультет.
— Факультет технологии машиностроения.
— Факультет транспорта и логистики.
— Факультет интеллектуального управления и компьютерных систем.
— Экономический факультет.

## Ректоры института
С момента основания института им руководили 8 ректоров. С 25 июня 2019 года ректором института является доктор технических наук Умид Мухтаралиевич Турдиалиев.
1. Абдуллаев Кахрамон Юнусович (1976—1978 годы)
2. Эрматов Исмоилжон Нурматович (1979—1986 годы)
3. Иминов Тохир Каримович (1986—1995 годы)
4.Сотволдиев Абдулазиз Абдумуминович (1995—2011 годы)
5. Сайдахмедов|Сайдахмедов Равшан Холходжаевич (2011—2014 годы)
6.Тешабаев Анвар Эргашевич (2014—2016 годы)
7.Саломов Уктам Рахимович (2016—2019 годы)
8 Турдиалиев Умид Мухтаралиевич (с 2019 года по настоящее время)

## Научный потенциал
В настоящее время в институте функционируют 17 кафедр. На этих кафедрах института работают более 300 профессоров и преподавателей. Среди них 19 докторов наук и 92 кандидата наук. Кроме того, в докторантуре ведут научно-исследовательскую работу 156 докторантов, базовых докторантов и целевых соискателей по 23 специальностям. За прошедший год в рамках трех государственных научно-технических программ были реализованы научные проекты на общую сумму свыше одного миллиарда сумов. За счет этих средств были созданы две научные лаборатории. Также было получено 11 патентов и 83 свидетельства на программное обеспечение.

## Международное сотрудничество
Международное сотрудничество является одним из основных приоритетных направлений каждого высшего учебного заведения и достойно служит обеспечению интеграции в мировую систему образования, приближению к стандартам мировой системы высшего образования, созданию современных условий и нормативной базы для расширения сферы образовательной, научной и экономической деятельности.
В настоящее время учреждение установило партнерские отношения с более чем 80 высшими учебными заведениями в десятках стран мира, таких как Россия, Беларусь, Германия, Китай, Корея, Турция, Кыргызстан, Казахстан, Литва. В частности, все более укрепляется сотрудничество с рядом престижных высших учебных заведений Китайской Народной Республики.

## Институт в национальном и международном рейтингах
В течение 2023 года институт достиг значительных показателей по сравнению с предыдущими годами и вошел в число передовых вузов республики.
К примеру, в рейтинге эффективности деятельности высших учебных заведений за 2022 год, опубликованном Министерством высшего образования, науки и инноваций, наш институт занял 19-е место среди 98 высших учебных заведений республики.
Кроме того, по результатам рейтинга World University Rankings — 2024 престижной британской рейтинговой организации Times Higher Education, Андижанский машиностроительный институт был зарегистрирован в статусе «репортера» наряду с 48 высшими учебными заведениями Узбекистана и включен в список претендентов на место в ТОП-1000. В данном рейтинге на основе 18 индикаторов оцениваются показатели эффективности по 5 направлениям: преподавание, исследовательская среда, качество исследований, взаимодействие с промышленностью и международные перспективы.
В международном рейтинге университетов мира "UI Green Metric World University Ranking, " опубликованном в начале декабря текущего года, институт набрал в общей сложности 6550 баллов и занял 454-е место среди 1183 высших учебных заведений из 84 стран.
Следует отметить, что основными критериями данного рейтинга являются экономия энергопотребления, рациональное использование водных ресурсов, хранение и переработка отходов, использование экологически чистых транспортных средств, площадь зеленых зон в кампусе. В рейтинге большое внимание уделяется показателям учебной и научной деятельности, проводимой в этой сфере. «Зелёный рейтинг» имеет ряд неоспоримых преимуществ по сравнению с другими рейтингами.